# 以赛亚·莫里斯
以赛亚·布奇·莫里斯（英語：Isaiah Butch Morris，1969年4月2日—），美国NBA联盟职业篮球运动员。他在1992年的NBA选秀中第2轮第37顺位被迈阿密热火选中。